# Giró-Nunatak
Der Giró-Nunatak (in Argentinien Nunatak Paraná genannt) ist ein 380 m hoher Nunatak im westantarktischen Queen Elizabeth Land. Er ragt 6,5 km nordwestlich des Vaca-Nunatak in den Panzarini Hills der Argentina Range in den Pensacola Mountains auf.
Der United States Geological Survey kartierte ihn anhand eigener Vermessungen und mithilfe von Luftaufnahmen der United States Navy zwischen 1956 und 1967. Das Advisory Committee on Antarctic Names benannte ihn 1968 nach Captain Gustavo Adolfo Giró Tapper von den Streitkräften Argentiniens, diensthabender Offizier auf der Belgrano-I-Station im antarktischen Winter 1965.